# Neuraxis
Neuraxis – kanadyjska grupa muzyczna wykonująca death metal. Powstała w 1994 roku w Montrealu.

## Dyskografia
Albumy studyjne
- Imagery (1997, Neoblast Records)
- A Passage into Forlorn (2001, Neoblast Records)
- Truth Beyond... (2002, Neoblast Records, Galy Records)
- Trilateral Progression (2005, Willowtip Records)[3]
- The Thin Line Between (2008, Prosthetic Records)
- Asylon (2011, Prosthetic Records)[4]

Kompilacje
- truth | imagery | passage (2005, Earache Records)[5]

Albumy koncertowe
- Live Progression (2007, Galy Records)[6]

Dema
- In Silence (1999, wydanie własne)
- Virtuosity (1999, wydanie własne)

## Teledyski
- "Darkness Prevails" (2009, reżyseria: Chris Alsop)[7]